# Uranotaenia tibialis
Uranotaenia tibialis är en tvåvingeart som beskrevs av Taylor 1919. Uranotaenia tibialis ingår i släktet Uranotaenia och familjen stickmyggor. Inga underarter finns listade i Catalogue of Life.